# Chaulieu
Chaulieu – miejscowość i gmina we Francji, w regionie Normandia, w departamencie Manche. W 2013 roku populacja gminy wynosiła 301 mieszkańców. Na terenie miejscowości swoje źródła ma rzeka Vire. 